# Enad Licina
Enad Licina (ur. 14 listopada 1979 w Novim Pazarze) – serbski bokser zawodowy walczący w wadze juniorciężkiej.
Wśród zawodowców walczy od 2005 roku, gdy związał się z grupą promotorską Wilfrieda Sauerlanda. 24 stycznia 2009 roku wygrał przez TKO z Jose Luisem Herrerą, zdobywając tytuł mistrza interkontynentalnego federacji IBF. W 2011 roku bez powodzenia walczył ze Steve’em Cunninghamem o mistrzostwo świata IBF, a rok później z Aleksandrem Aleksiejewem o mistrzostwo Europy EBU (z obydwoma przegrał przez jednogłośną decyzję).